# Anni 770
Gli anni 770 sono il decennio che comprende gli anni dal 770 al 779 inclusi.

## Eventi, invenzioni e scoperte

### Europa

#### Regno Franco

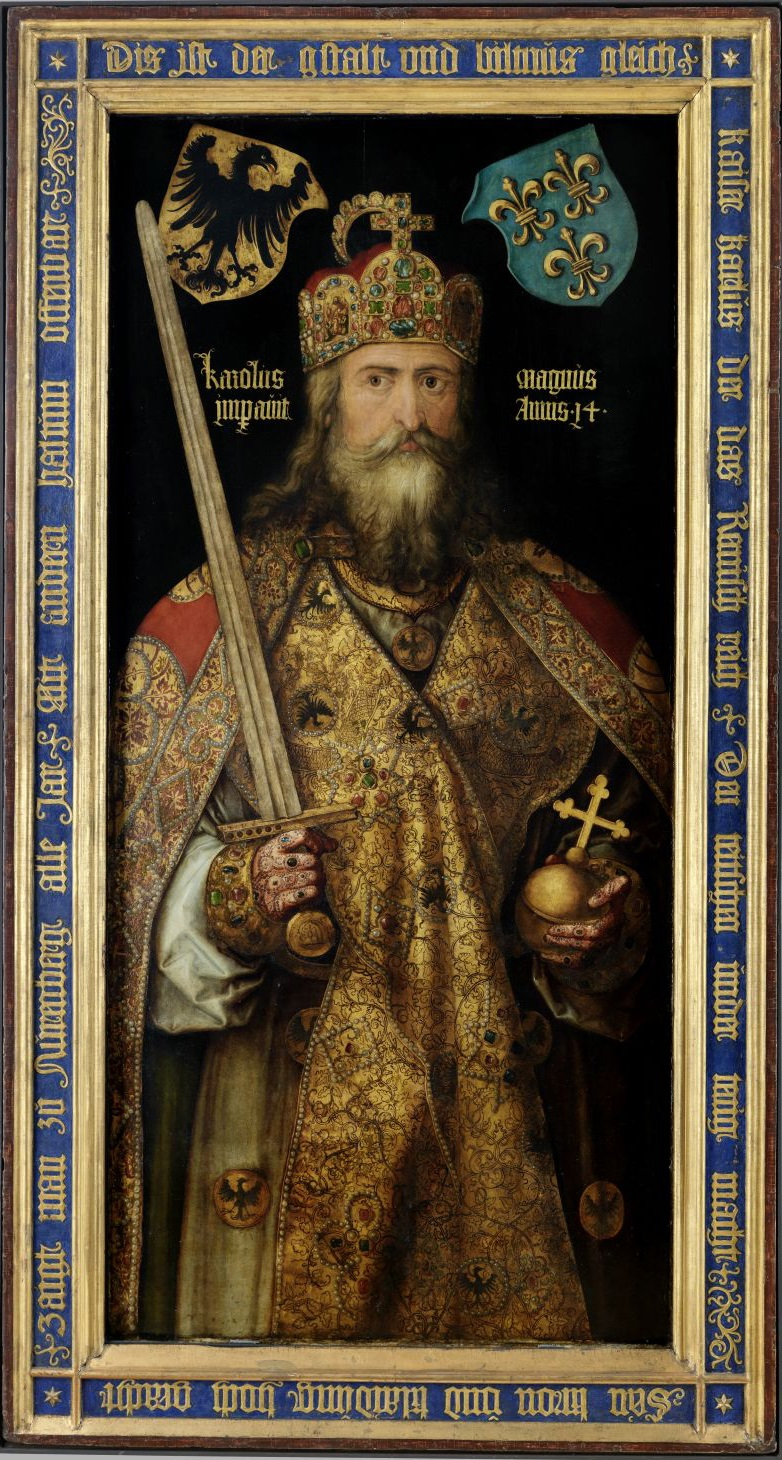
Ritratto di Carlo Magno, di Albrecht Dürer

- 770: Carlo Magno sposa Desiderata, principessa longobarda figlia di Desiderio.
- 771: Muore Carlomanno I e Carlo Magno diventa unico re dei Franchi.
- 772 – Guerre Sassoni: Carlo Magno conduce una campagna militare fino al fiume Weser, distruggendo numerose roccaforti sassoni.
- 773: Carlo Magno dichiara guerra ai longobardi, con sostegno del papa.
- 774: Carlo Magno sconfigge Desiderio. Questo evento segna l’inizio della dominazione franca in Italia (fatta eccezione per Venezia e per il sud, ancora in mano bizantina) e dell’era carolingia. Carlo Magno fa esiliare Desiderio e ottiene il titolo di Re dei Longobardi. Alcuni longobardi però, per conservare la propria indipendenza, fuggono nel Ducato di Benevento, che resisterà fino al 1059, quando diventerà parte del Ducato di Puglia e Calabria.
- 776: Termina la conquista dell’Italia. Carlo Magno seda la rivolta del longobardo Rotgaudo, ultimo duca del Friuli.
- 777 – Guerre Sassoni: Carlo Magno sconfigge i Sassoni.
- 778: Avviene la Battaglia di Roncisvalle.

#### Regno Longobardo
- 770: Il re Desiderio fa sposare sua figlia, Desiderata, a Carlo Magno, cercando di mantenere stabili i rapporti con i Franchi.
- 770: Iniziano delle ostilità con la Repubblica di Venezia per il dominio sull’Istria.
- 773: Dichiarazione di guerra da Carlo Magno.
- 774: Desiderio e il suo esercito vengono sconfitti da Carlo Magno, che assume il controllo della maggior parte dei territori italiani. Finisce il Regno Longobardo.

#### Impero romano d’Oriente
- 773: Il Khan dei Bulgari Telerig tenta di invadere la Macedonia, ma viene sconfitto da Costantino V, che rientra trionfalmente a Costantinopoli.
- 14 settembre 775: Costantino V muore di malattia ad Arcadiopoli. Gli succede suo figlio Leone IV.
- 777: Leone IV espande i confini dell’impero riportando diverse vittorie militari contro i bulgari e gli arabi.

#### Repubblica di Venezia
- 770: Il Doge Maurizio Galbaio dichiara ostilità al Regno Longobardo per l’espansione di Desiderio in Istria. Questo provoca la fine dell’antica Regio X Venetia et Histria, una delle regioni in cui l’imperatore Augusto divise l’Italia più di settecento anni prima.
- 775: Il Doge ordina la fondazione della diocesi di Olivolo.

### Asia

#### Giappone
- 770: Finisce il regno della regina Shotoku, diventa imperatore Kōnin.

#### Califfato Abbaside
- 775: Al-Mahdi diventa califfo.
- 775: La capitale Baghdad diventa la città più grande del mondo conosciuto, superando Roma e Chang’an.

### Altro

#### Religione
- 772: Morte di Stefano III. Diventa papa Adriano I.
- 774: Viene fondata la chiesa abbaziale di San Giovanni a Müstair

## Personaggi
- Carlo Magno, re dei franchi
- Desiderio, re dei longobardi
- Al-Mahdi, califfo del Califfato Abbaside
- Maurizio Galbaio, doge della Repubblica di Venezia
- Leone IV, imperatore bizantino